# Охрончук, Владислав Владимирович
Владисла́в Влади́мирович Охрончу́к (укр. Владислав Володимирович Охрончук; род. 14 июля 1997, Киев) — украинский футболист, защитник варшавской «Полонии».

## Игровая карьера
Воспитанник киевского «Динамо», в футболке которого выступал с 2004 по 2010 год. Также в ДЮФЛУ играл с 2011 по 2014 год за столичный «Атлет». Взрослую футбольную карьеру начал в 2015 году в киевском «Локомотиве». Играл в чемпионате области, и города Киева. На Мемориале Макарова сыграл против «Колоса», после чего был приглашён в эту команду.
Подписав контракт с «Колосом», 28 февраля 2017 года отправился в аренду в «Подолье». В футболке хмельницкого клуба дебютировал 25 марта 2017 года в проигранном (1:4) выездном поединке 22-го тура второй лиги против кременчугского «Кремня». Владислав вышел на поле в стартовом составе и отыграл весь матч. Дебютным голом во взрослом футболе отличился 13 мая 2017 на 38-й минуте победного (3:2) домашнего поединка 30-го тура второй лиги против белоцерковского «Арсенала-Киевщины». Охрончук вышел на поле в стартовом составе и отыграл весь матч. В составе хмельницкого клуба сыграл 21 матч во второй лиге, в которых отличился 4-мя голами. В конце декабря 2017 года, по завершении арендного соглашения, покинул команду и вернулся в «Колос». Дебютировал в футболке ковалёвского клуба 1 апреля 2018 года в проигранном (0:1) выездном поединке 25-го тура первой лиги против МФК «Николаев». Владислав вышел на 52-й минуте, заменив Александра Матвеева. В конце января 2019 года продлил контракт с «Колосом» на 1 год. Всего за ковалёвский клуб сыграл 5 матчей в первой лиге и 1 поединок провёл в Кубке Украины. Сезон 2019/20 годов начал в аренде в «Подолье», до перерыва в чемпионате успел сыграть 14 матчей во второй лиге и 2 — в Кубке Украины. В начале января 2020 года «Колос» предоставил Охрончуку статус свободного агента.
17 марта 2020 года заключил контракт с МФК «Николаев». Дебютировал в футболке «корабелов» 5 сентября 2020 года в проигранном (1:2) выездном поединке 1-го тура первой лиги против херсонского «Кристала». Дебютным голом за «Николаев» отличился 11 октября 2020 года на 55-й минуте победного (6:1) домашнего поединка 6-го тура первой лиги против «Горняка-Спорт». Владислав вышел на поле в стартовом составе и отыграл весь матч. Сезон 2020/21 «Николаев» закончил на четвёртом месте первой лиги, в одном шаге от выхода в Премьер-лигу, но из-за финансовых проблем руководство «корабелов» заявило о переводе команды во вторую лигу и объявило о прекращении сотрудничества с десятью игроками, в том числе и с Владиславом.
После этого, летом 2021 года Охрончук перешёл в клуб казахстанского высшего дивизиона «Жетысу». В составе этой команды принял участие в 7-и матчах Премьер-лиги и 3-х — Кубка Казахстана, в которых отличился одним ассистом. «Жетысу» по окончании сезона опустился в первую лигу.
В январе 2022 года Охрончук подписал с представителем первой лиги Польши «Ястшембе» контракт сроком на полгода с опцией продления ещё на год. По окончании сезона «Ястшембе» опустился во вторую лигу, а Охринчук перешёл в другой клуб польской первой лиги ЛКС (Лодзь).